# NGC 132
NGC 132 este o galaxie spirală situată în constelația Balena. A fost descoperită în 25 decembrie 1790 de către William Herschel. De asemenea, a fost observat încă o dată în 12 octombrie 1827 de către John Herschel.